# Cantó de Les Abymes-1
El cantó de Les Abymes-1 és una divisió administrativa francesa situat al departament de Guadalupe a la regió de Guadalupe.

## Composició
El cantó comprèn part de la comuna de Les Abymes.

## Administració
| Període                                  | Identitat   | Partit | Qualitat |
| ---------------------------------------- | ----------- | ------ | -------- |
| 1998-                                    | Éric Jalton | FGPS   |          |
| Les dades anteriors no són pas conegudes |             |        |          |